# Epilobophora obscuraria
Epilobophora obscuraria är en fjärilsart som beskrevs av John Henry Leech 1891. Epilobophora obscuraria ingår i släktet Epilobophora och familjen mätare. Inga underarter finns listade i Catalogue of Life.